# Khaled Boukacem
Khaled Boukacem, né le 24 avril 1985 en Algérie, est un footballeur algérien qui évolue au poste de gardien de but. Il joue actuellement avec l' ESM Koléa

## Biographie

### Historique Joueur
| Championnat - Algérie 2017      | 2017      | jss saoura    | gardien |
| Championnat - Algérie 2016-2017 | 2016-2017 | CR Belouizdad | Gardien |
| Championnat - Algérie 2015-2016 | 2015-2016 | CR Belouizdad | Gardien |
| Coupe d Algérie 2016            | 2015-2016 | CR Belouizdad | Gardien |
| Championnat - Algérie 2014-2015 | 2014-2015 | CR Belouizdad | Gardien |
| Coupe d Algérie 2015            | 2014-2015 | CR Belouizdad | Gardien |
| Championnat - Algérie 2012-2013 | 2012-2013 | USM Harrach   | Gardien |
| Coupe d Algérie 2013            | 2012-2013 | USM Harrach   | Gardien |
| Championnat - Algérie 2010-2011 | 2010-2011 | USM Blida     | Gardien |
| Coupe d Algérie 2011            | 2010-2011 | USM Blida     | Gardien |
| Championnat - Algérie 2009-2010 | 2009-2010 | USM Blida     | Gardien |
| Coupe d Algérie 2010            | 2009-2010 | USM Blida     | Gardien |

### Statistiques Personnelles
Competition	Équipe	Played	Titulaires	In	Out	But	Carton jaune	Carton rouge	2eme Carton jaune	But csc
Championnat - Algérie 2016-2017 CR Belouizdad	7	7	-	-	-	-	-	-	-
Championnat - Algérie 2015-2016 CR Belouizdad	5	5	-	-	-	-	-	-	-
Coupe d Algérie 2016 CR Belouizdad	1	1	-	-	-	-	-	-	-
Championnat - Algérie 2014-2015 CR Belouizdad	5	5	-	-	-	-	-	-	-
Coupe d Algérie 2015 CR Belouizdad	-	-	-	-	-	-	-	-	-
Championnat - Algérie 2012-2013 USM Harrach	-	-	-	-	-	-	-	-	-
Coupe d Algérie 2013 USM Harrach	-	-	-	-	-	-	-	-	-
Championnat - Algérie 2010-2011 USM Blida	4	4	-	-	-	1	-	-	-
Coupe d Algérie 2011 USM Blida	-	-	-	-	-	-	-	-	-
Championnat - Algérie 2009-2010 USM Blida	6	6	-	-	-	-	-	-	-
Coupe d Algérie 2010 USM Blida	1	1	-	-	-	-	-	-	-
Career	 	29	29	0	0	0	1	0	0	0